# Gombak United FC
El Gombak United FC fue un equipo de fútbol de Singapur que jugó en la S.League, la anterior primera división de fútbol del país.

## Historia
Fue fundado en el año 1960 con el nombre Redhill Rangers FC hasta que en 1998 pasa a llamarse Gombak United FC luego de ingresar a la S.League.
Su primera etapa como equipo profesional terminó en 2002 cuando se vuelve inactivo, regresando en 2006, y en 2008 gana la Copa de la Liga de Singapur por primera vez luego de haber perdido la final de la edición anterior.
En 2012 el club vuelve a perder la final de la Copa de la Liga de Singapur, desapareciendo en al finalizar la temporada luego de tener problemas con el pago de impuestos.

## Palmarés
- Copa de la Liga de Singapur: 1

2008